# Montezumia aurata
Montezumia aurata är en stekelart som först beskrevs av Berton 1918.  Montezumia aurata ingår i släktet Montezumia och familjen Eumenidae. Inga underarter finns listade i Catalogue of Life.